# ده ديك (للر وكتك)
ده ديك (بالفارسية: ده دیک) هي منطقة سكنية تقع في إيران في قسم للر وكتك الريفي. يقدر عدد سكانها بـ 199 نسمة بحسب إحصاء 2016.